# Ptačí stěna
Ptačí stěna je přírodní rezervace v okrese Český Krumlov. Nachází se v Blanském lese, na jihozápadním svahu Bulového, čtyři kilometry jihozápadně od Brlohu. Je součástí chráněné krajinné oblasti Blanský les.

## Předmět ochrany
Předmětem ochrany jsou podhorské a horské bučiny s významnou příměsí jilmu horského a bohatou faunou na prudkém silně balvanitém až suťovitém svahu. Nejstarší porosty dosahují stáří až 150 let. V nejvyšších partiích rezervace je rozsáhlý granulitový mrazový srub dosahující délky asi 800 m a výšky 15 m. Sutě při úpatí dosahují do vzdálenosti 100 metrů a převládají v nich velké balvany až do velikosti 3 metrů.
Dominantním druhem bylinného patra je kostřava lesní, z dalších typických druhů zde rostou věsenka nachová (Prenanthes purpurea), samorostlík klasnatý (Actaea spicata), svízel vonný (Galium odoratum), starček vejčitý (Senecio ovatus), violka lesní (Viola reichenbachiana), pšeníčko rozkladité (Milium effusum), kyčelnice devítilistá (Dentaria enneaphyllos), bažanka vytrvalá (Mercurialis perennis), kostival hlíznatý (Symphytum tuberosum) a z keřů lýkovec jedovatý (Daphne mezereum). Z vzácných zástupců fauny byl ve vlhkých suťových partiích prokázán výskyt rejska horského (Sorex alpinus).